# Football Club Saint-Louis Neuweg
El Football Club de Saint-Louis Neuweg es un equipo de fútbol de Francia que juega en el Championnat National 3, la quinta división de fútbol en el país.
Juega de local en el Stade de la Frontière en Saint-Louis, región de Alsacia.

## Historia

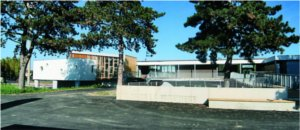
El Stade de la frontière.

Fue fundado en el año 1990 en la ciudad de Saint-Louis en Haut-Rhin luego de la fusión de los equipos FC Saint Louis (fundado en 1911) y el FC Neuweg 1929 (fundado en 1929).
En la temporada 2008/09 el club asciende por primera vez al Championnat de France Amateur 2 (quinta división), siendo este ascenso uno de los logros más importantes del club hasta que en la temporada 2014/15 logran el ascenso al Championnat de France Amateur por primera vez en su historia. Aquí permanecieron hasta su descenso en la temporada 2017/18.

## Jugadores

### Jugadores destacados
- Alain Ponelle